# Birbalomys
Birbalomys és un gènere extint de mamífers, pertanyent a l'ordre dels rosegadors, que habitava Àsia. Tenia una longitud de 30 cm, i es creia que havia estat un membre de la família Ctenodactylidae, encara existent, però les reconstruccions del seu aspecte físic són summament especulatives. Alguns paleontòlegs consideren Birbalomys el rosegador més primitiu, relacionat amb els avantpassats de tots els membres de l'ordre Rodentia.